# 겜브링
겜브링(GGAMBRING, 본명: 송영규, 1985년 4월 21일 ~ )은 대한민국의 간호사 출신 유튜버이자 치지직 스트리머이다. 소속은 치지직이며 비디오 게임을 위주로 방송을 한다. 구독자 애칭은 브롱이이다. 유행어는 "비비다보면 다 된다", "특이점이 왔다" 등이 있다. 요즘엔 로블록스를 자주 하는 부계정인 겜꿀TV를 운영하고있다.(예전에는 겜브링채널에 올렸다)현재는 서브컬쳐에서 손을 뗀것으로 보이며 아직까지도 1년넘게 붕괴 스타레일 복귀를 하지않고 있다. 여러모로 시대착오적인 200만 유튜버이며, 언젠가는 파멸을 불러 일으킬수도 있을것으로 보인다. 허나 한 유저의 일침과 훈수, 그리고 끊임없는 노력 덕분에 서브컬쳐 전문 유튜버로 성장했다.
겜브링 리메이크 버전
주로 플레이하는 게임
1.원신:간간히 플레이하다가 자신의 과오를 인정하고 난뒤에 주컨텐츠로 개편되었다
2.붕괴 스타레일:찍먹만 하는 노잼유튜버라는 일침에 각성해서 주컨텐츠로 개편,지금은 페나코니스토리 진행중
3.블루 아카이브:매니저의 적극적인 권유로 입문하게 되었고 초반이기 때문에 아직까지 최애캐는 누가될지는 모른다
4.캣판타지:곧있으면 플레이 할 가능성이 있는게임 이게임에서 판이 갈라질것으로 보이는중
5.우마무스메 프리티 더비:전설의 유튜버의 권유로 플레이하게 되었으며 이게임 덕분에 노잼에서 꿀잼으로 거듭나게 되었다
6.마인크래프트:로블록스를 완전히 종료하면서
주컨텐츠로 개편되었다고 한다 현재는 여러가지 모드를 플레이하고 있으며 그덕분에 전설의 시청자 덕을 보게 되었다고 한다
7.클로저스:최근에 즐기고 있는 게임이고 스토리는 시즌4까지 하고있다,최애캐는 아직은 불명(전설유저의 최애캐는 미래이다)
폐기되거나 컨텐츠에서 버려진 게임
1.브롤스타즈:잼민이들의 편애와 노잼발언으로 인해서 결국에는 완전히 접어버렸다 본인도 너무 한심하다고 느꼈던건지 정말 죄송하게 생각한다고...더 이상은
언급조차 하지않겠다고 약속했으며 매니저에게도 그렇게 
일뤄둔 상태(매니저도 제대로 뼈맞았는지 브롤스타즈를 완전히 접었다고 한다)
2.로블록스:겜꿀티비가 개편될 예정이기에 자연스럽게 그만두게 되었다...현재는 마인크래프트로 바뀌었으며 덕분에 승승장구
3.발로란트:에임고자라서 결국에는 그만두었고 지금은 오버워치로 넘어갔다,주컨텐츠였지만 복귀방송때 장난아니게 욕먹어서일수도??
== 콘텐츠 ==[현재는 개편됨]
- 붕괴 3rd<
- 건담 브레이커스
- 언더테일
- 마인크래프트
- 붕괴 스타레일
- 하이파이러쉬
- 주술회전 전화향명
- 벅샷룰렛
- 오버워치2
- 클로저스
- 디아일
- 데스티니 가디언즈
- 아크 서바이벌
- 슈퍼마리오 시리즈
- 포켓몬 카드깡
- 닌자 가이덴 시리즈
- 건프라 조립

## 서브 채널
앞에서 말했듯이 겜브링의 로블록스 컨텐츠를 다루는 서브 채널이다.현재는 본채널과 마찬가지로 대규모 개편중이며 서브컬쳐 게임 위주로 개편될 가능성이 크다

## 개요
겜브링이란 이름을 짓게 된 까닭은 학창시절에 랩 같은 음악을 좋아했다. 그때당시 랩동아리에서 이름을 브링이라고 지었는데 그것으로 게임의 게임과 랩동아리에서 쓰던 브링을 쓰어 겜브링이 되었다고 한다. 또한 유튜브를 시작하기 이전에는 간호사였으며, 처음에는 비디오 게임 방송을 취미삼아 했다. 초반에는 욕설을 가끔 사용했었으나 어린이와 청소년 구독자들이 점점 늘어나면서 현재는 욕설을 사용하지 않고 있다. 또한 아내와 장남 송찬을 두고 있으며, 아들은 2017년 출생했다. 가끔씩 장남이 방송에 출연하기도 한다. 2018년 3월부터 챔프TV, 애니박스에서 겜브링TV 방영을 시작했으며, 이후 애니원, 애니맥스 어린이tv, 재능tv에서도 방영되고 있다. 2020년 7월 3일에는 구독자 100만명을 돌파했으며 골드버튼을 수상했다.]
2024년 갑자기 들어서 떡락하고 있고
현재는 겜꿀티비 개편에 들어갔으며 본인도 그동안의 과오를 인정했는지 대대적인 컨텐츠 개편을 2024년 4월 4일에 진행했다 그렇게 되어서 현재는 로블록스와 브롤스타즈 발로란트는 더 이상은
업로드 되지 않게 되었으며 1년넘게 유기되었던 붕괴 스타레일,원신등등 수많은 서브컬쳐 게임들을 주컨텐츠로 방향전환을 한덕분에 영상의 재미가 매우 올라갔다

## 같이 보기
- 인터넷 방송인
- 유튜브
- 유튜버
- 치지직
- 마인크래프트
- 붕괴 3rd
- 붕괴 스타레일
- 명조 워더링 웨이브
- 젠레스 존 제로
- 오버워치2
- 디아일
- 명일방주
- 건담 메타버스
- 성형수술